# Поліандрія

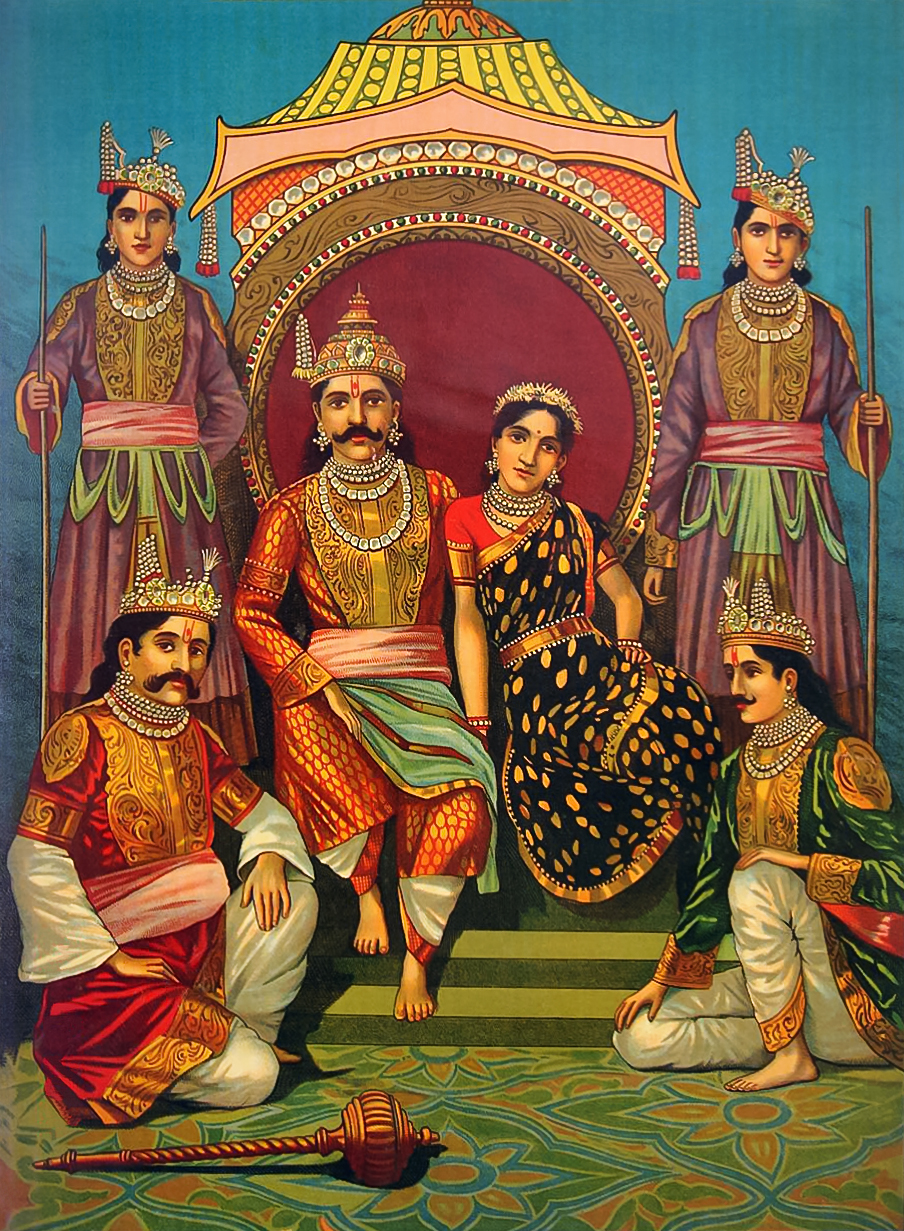
Драупаді — принцеса і цариця в давньоіндійському епосі «Махабхарата» з п'ятьма чоловіками (Пандавами).

Поліа́ндрія (від дав.-гр. πολύς — «численний» + ἀνήρ, род. відм. ἀνδρός — «чоловік») — рідкісна форма полігамії, за якої жінка перебуває в декількох шлюбних союзах із різними чоловіками. У XIX столітті існувала в алеутів і деяких груп ескімосів; пізніше збереглася в деяких етнографічних груп у Південній Індії і у Тибеті. У разі, якщо жінка перебуває в шлюбі з двома чоловіками, використовують термін біандрія. Протилежне поняття — полігінія.
Багато антропологів та етнологів застосовують цей термін до суспільств, у яких батьківство дітей однієї жінки приписується відразу декільком чоловікам.

## Випадки поліандрії
Поліандричні суспільства і сьогодні трапляються в деяких районах Індії, Гімалаїв (Тибет, Кашмір, Хімачал-Прадеш, Сіккім), Бутані, Конго, на півночі Нігерії, а також у Північних Пайютів (Північна Америка), на Маркізьких островах, а в давнину і в Спарті, про що свідчили Ксенофонт, Полібій, Плутарх і Ніколаос Дамаскин.
Серед індуїстського населення західного гімалайського регіону практика поліандрії обумовлена тим, що землі небагато, тому кількість нащадків доводиться обмежувати. Тож кілька чоловіків (братів) вступають у союз лише з однією жінкою. У поліандричних союзах, на відміну від полігінії, репродуктивна здатність союзу обмежується здатністю жінки. Таким чином, соціальна функція поліандрії полягає у забезпеченні відповідності трудового потенціалу наявним земельним ресурсам. Такі ж причини існують серед буддійського населення Тибету, Ладакху і північно-індійських регіонів Лахаул і Спіті. На цій території поліандричні сім'ї існують поряд із полігамними та моногамними формами шлюбу та сім'ї. Поліандрія є однією з кількох можливих шлюбних стратегій.

## Форми поліандрії

### Фратернальна (братня) поліандрія
При братній поліандрії кілька або всі брати одночасно є чоловіками однієї дружини. Братня поліандрія є найпоширенішою формою поліандрії, яка існує і сьогодні.
Братня поліандрія трапляється в суспільстві Тода (Південна Індія), у Тибеті і особливо в Гімалайському регіоні, Ладакху і на Маркізьких островах. Античний історик Полібій також підтверджував існування братньої поліандрії у Спарті. Клод Леві-Стросс повідомляв про цю форму поліандрії серед Тупі-Кавахіб (корінного племені в Бразилії).
Зараз Тибет є найбільшою територією, де поширена братня поліандрія. Ця форма шлюбу пов'язана з порядком успадкування права власності на землю. Якщо кілька братів мають спільну земельну ділянку та одну дружину, то ділити майно не потрібно. Прямим наслідком цього є фактично стабільність кількості та розмірів землеволодінь у Західному Тибеті, що зберігається протягом багатьох поколінь.

### Корпоративна поліандрія
Корпоративна поліандрія — це особлива форма братньої поліандрії, у якій соціальне батьківство колективно приписується всім братам одночасно. Однак, на думку Х. Т. Фішера, це не справжня полігамна спільнота, а просто множинна спільнота статевих партнерів (полікойтія).
У корпоративній поліандрії південноіндійських іравів, хоча старший брат і йде один до будинку нареченої, щоб «захопити» її, він виступає як представник корпоративної групи братів. Подружні права та обов'язки розподіляються групою колективно і без заперечень. Таким чином, існує рівність між чоловіками щодо сексуального доступу до спільної дружини, а також щодо прав спадкування та майнових прав дітей.

### Некорпоративна поліандрія
Некорпоративна поліандрія також є підвидом братньої поліандрії. Тут кожен окремий чоловік по черзі бере на себе батьківство «колективно» зачатих дітей. Таким чином, кожна дитина жінки має єдиного, чітко визначеного соціального батька (який, однак, не обов'язково є біологічним батьком).
Некорпоративна поліандрія практикується, наприклад, на півдні Індії. На сьомому місяці вагітності проводиться обряд, під час якого один із чоловіків призначається батьком майбутньої дитини. Той самий чоловік стає батьком наступних дітей, якщо тільки дружина не пройде через цю церемонію з іншим чоловіком. Це зазвичай відбувається, тільки якщо вона вважає попереднього батька непридатним.

### Цицисбізм
Цицисбізм — це форма поліандричного шлюбу, яка була особливо поширена в доколоніальних суспільствах Нігерії. Жінка вважається одруженою лише з одним із чоловіків, але має сексуальні стосунки з декількома (зазвичай двома) чоловіками. Хоча жінка не обов'язково вільна у виборі чоловіка, вона сама обирає собі коханця, який набуває сексуального права, сплачуючи чоловікові плату.

### Поліандрія у тваринному світі
У тваринному світі, коли самка спаровується з кількома самцями впродовж одного репродуктивного періоду, але при цьому самці спаровуються тільки з цією однією самкою — це і є поліандрія. Прикладом такої поведінки є тимарини. Якщо самці також спаровуються з кількома самками, це називається проміскуїтетом. Класичним прикладом ситуативно адаптованої поліандрії є тинівка лісова.